# Andreu Honorat Pineda
Andreu Honorat Pineda (València, 1515 - 1584) va ser un notari i poeta valencià.
Fou nomenat catedràtic de segona el 1547 i esdevingué catedràtic de notaria de primera del 1548 al 1555, quan aquesta fou suprimida. Va reeprendre la càtedra el 1565 i va ser el notari que més temps va dedicar a ensenyar a la universitat, fins al 1583-1584. En total van ser 15 cursos.
Va participar en un certamen celebrat a València el 1532 en honor de la Immaculada Concepció. Hi va presentar el poema Doctes i experts, subtils i perfets mestres que són dues estrofes de dotze versos en català. És l'unic poema que se'n conserva. Amb l'estudi de la rúbrica s'ha arribat a la conclusió que tenia disset anys quan el va escriure.